# Superstock 1000 FIM Cup
Superstock 1000 FIM Cup è stato un campionato motociclistico, regolarmente riconosciuto dalla FIM, riservato a motociclette derivate dalla serie della categoria Superstock 1000. Il calendario si affiancava alle gare europee del campionato mondiale Superbike e del mondiale Supersport.

## Regolamento
Il campionato era riservato a moto derivate dalla serie con motori a 4 tempi con le seguenti specifiche:
| Classe          | Cilindri | Cilindrata | Cilindrata | Peso minimo                                     |
| Classe          | Cilindri | da         | a          | Peso minimo                                     |
| --------------- | -------- | ---------- | ---------- | ----------------------------------------------- |
| Superstock 1000 | 2        | 850        | 1200       | Peso dichiarato nel modello stradale meno 12 kg |
| Superstock 1000 | 3        | 750        | 1000       | Peso dichiarato nel modello stradale meno 12 kg |
| Superstock 1000 | 4        | 600        | 1000       | Peso dichiarato nel modello stradale meno 12 kg |

La distanza percorsa in gara poteva variare da 40 km a 70 km, per favorire la crescita di giovani piloti e rendere la categoria propedeutica al mondiale superbike l'età dei partecipanti era compresa, inizialmente, tra i 17 ed i 24 anni.
Nel 2011 viene innalzato il limite a 26 anni, in modo da facilitare la formazione dei giovani piloti e per aumentare la griglia dei partecipanti. Insieme a tale riforma vengono approvate dalla federazione internazionale altre novità regolamentari, tra le quali la possibilità di cambiare la carena rispetto al modello di serie (senza utilizzare però la fibra di carbonio).
Come per tutti i campionati riservati a moto derivate dalla serie vigeva un regime di monogomma dell'azienda italiana Pirelli ma a differenza del mondiale Superbike le gomme dovevano essere scolpite e non lisce, sempre nell'ottica della formazione dei piloti e accentuando le finalità propedeutiche del campionato.

## Storia
La prima edizione del campionato si è svolta nel 1999 e ha visto, nel corso delle varie stagioni, la partecipazione di varie squadre e costruttori favoriti e stimolati dal costo limitato delle moto e dalla possibilità di essere competitivi senza apportare modifiche eccessive alle stesse.

Logo utilizzato fino al 2011

Il campionato si è sempre corso sotto l'egida della FIM ma fino al 2004 come campionato europeo (dicitura ufficiale: Campionato europeo superstock), dal 2005 ha acquisito lo status di competizione mondiale e ha assunto la denominazione "Superstock 1000 FIM Cup" (anche se si continuò a correre solo ed esclusivamente su circuiti europei). In seguito all'assunzione di campionato mondiale, il campionato europeo Superstock viene organizzato dalla UEM (Unione Motociclistica Europea). Dal 2017, nella strategia di riorganizzazione dei campionati motociclistici di velocità messa in atto da FIM e Dorna, la Superstock 1000 FIM Cup torna ad essere titolata come campionato europeo.

Il 27 settembre 2018 Dorna e FIM comunicano che la stagione 2018 sarà l'ultima della categoria, in quanto la società Dorna ha deciso di concentrarsi sui campionati mondiali delle derivate di serie e sopprime la categoria europea per dare ulteriore spazio ai campionati stock regionali e nazionali.

## Albo d'oro
Fonti:

### Piloti
| Anno | Pilota                | Punti | Motocicletta           | Squadra                      |
| ---- | --------------------- | ----- | ---------------------- | ---------------------------- |
| 1999 | Karl Harris           | 189   | Suzuki GSX 750 R       | GR Motosport                 |
| 2000 | James Ellison         | 122   | Honda 900 CBR          | Ten Kate Young Guns          |
| 2001 | James Ellison         | 162   | Suzuki GSX R1000       | Hi-Peak Crescent Suzuki      |
| 2002 | Vittorio Iannuzzo     | 152   | Suzuki GSX 1000 R      | Alstare System Suzuki Italia |
| 2003 | Michel Fabrizio       | 140   | Suzuki GSX 1000 R      | Alstare Suzuki Italia        |
| 2004 | Lorenzo Alfonsi       | 169   | Yamaha YZF R1          | Italia Lorenzini by Leoni    |
| 2005 | Didier Van Keymeulen  | 163   | Yamaha YZF R1          | Yamaha Motor Germany         |
| 2006 | Alessandro Polita     | 173   | Suzuki GSXR1000 K6     | Celani Suzuki Italia         |
| 2007 | Niccolò Canepa        | 161   | Ducati 1098S           | Ducati Xerox Junior          |
| 2008 | Brendan Roberts       | 147   | Ducati 1098R           | Ducati Xerox Junior          |
| 2009 | Xavier Siméon         | 225   | Ducati 1098R           | Ducati Xerox Junior          |
| 2010 | Ayrton Badovini       | 245   | BMW S1000 RR           | BMW Motorrad Italia          |
| 2011 | Davide Giugliano      | 171   | Ducati 1098R           | Althea Racing                |
| 2012 | Sylvain Barrier       | 153   | BMW S1000 RR           | BMW Motorrad Italia GoldBet  |
| 2013 | Sylvain Barrier       | 178   | BMW S1000 RR HP4       | BMW Motorrad GoldBet         |
| 2014 | Leandro Mercado       | 117   | Ducati 1199 Panigale R | Barni Racing                 |
| 2015 | Lorenzo Savadori      | 164   | Aprilia RSV4 RF        | Nuova M2 Racing              |
| 2016 | Raffaele De Rosa      | 115   | BMW S1000 RR           | Althea BMW Racing            |
| 2017 | Michael Ruben Rinaldi | 138   | Ducati 1199 Panigale R | Aruba Racing - Junior Team   |
| 2018 | Markus Reiterberger   | 156   | BMW S1000 RR           | Alpha Racing - Van Zon - BMW |

### Costruttori
La graduatoria costruttori è stata introdotta solo a partire dal 2005 a seguito del riconoscimento di competizione mondiale.
| Anno | Costruttore | Punti | Motocicletta |
| ---- | ----------- | ----- | ------------ |
| 2005 | Yamaha      | 221   | YZF-R1       |
| 2006 | Suzuki      | 204   | GSXR1000 K6  |
| 2007 | Yamaha      | 232   | YZF-R1       |
| 2008 | Ducati      | 195   | 1098R        |
| 2009 | Ducati      | 225   | 1098R        |
| 2010 | BMW         | 245   | S1000RR      |
| 2011 | Ducati      | 240   | 1098R        |
| 2012 | Kawasaki    | 193   | ZX-10R       |
| 2013 | BMW         | 200   | S1000RR      |
| 2014 | Kawasaki    | 149   | ZX-10R       |
| 2015 | Aprilia     | 176   | RSV4 RF      |
| 2016 | Ducati      | 145   | Panigale R   |
| 2017 | Kawasaki    | 169   | ZX-10R       |
| 2018 | BMW         | 185   | S1000RR      |

### Riepiloghi
A seguito si riportano i piloti ed i costruttori più vincenti della Superstock 1000 FIM Cup nei singoli Gran Premi in ordine decrescente per numero di gare vinte.
| Posizione | Nome             | Vittorie |
| --------- | ---------------- | -------- |
| 1         | Ayrton Badovini  | 11       |
| 2         | Sylvain Barrier  | 10       |
| 3         | Xavier Siméon    | 8        |
| -         | Lorenzo Savadori | 8        |
| 5         | James Ellison    | 7        |
| -         | Claudio Corti    | 7        |
| -         | Maxime Berger    | 7        |
| 8         | Leandro Mercado  | 6        |

| Posizione | Nome      | Vittorie |
| --------- | --------- | -------- |
| 1         | Ducati    | 39       |
| 2         | Suzuki    | 36       |
| 3         | Yamaha    | 33       |
| -         | BMW       | 33       |
| 5         | Kawasaki  | 18       |
| 6         | Honda     | 13       |
| 7         | Aprilia   | 10       |
| 8         | MV Agusta | 4        |
| -         | KTM       | 0        |